# زوزه

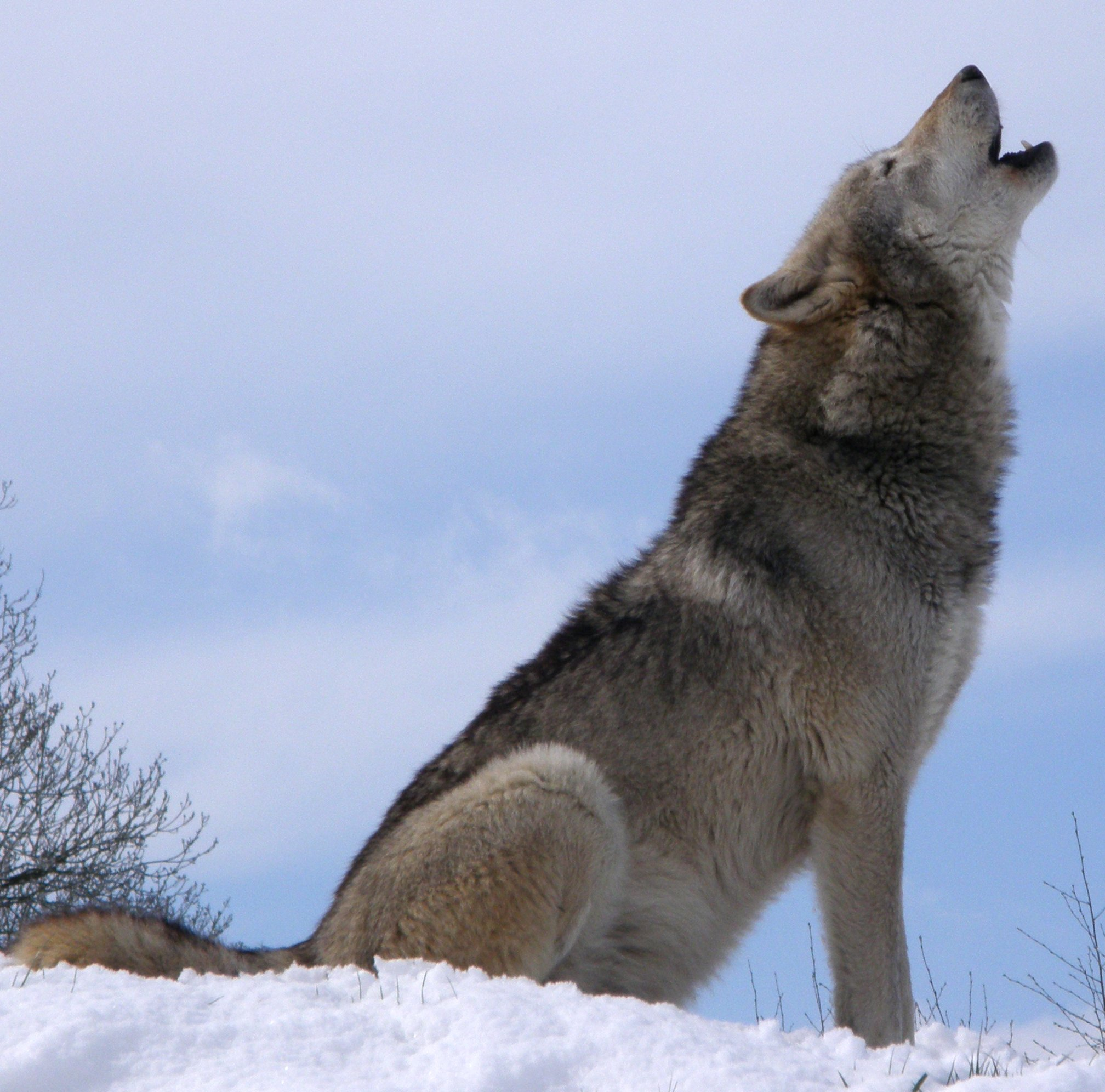
زوزه کشیدن گرگ خاکستری

زوزه (به انگلیسی: Howl، Howling)، نام صدایی است که گروهی از سگان همچون گرگ و سگ و شغال از خود در می‌آورند.
در مورد صدایی که گاه از وزش شدید باد و گذر آن از درزها و غیره به گوش می‌رسد نیز اصطلاحاً واژهٔ زوزه به کار می‌رود.

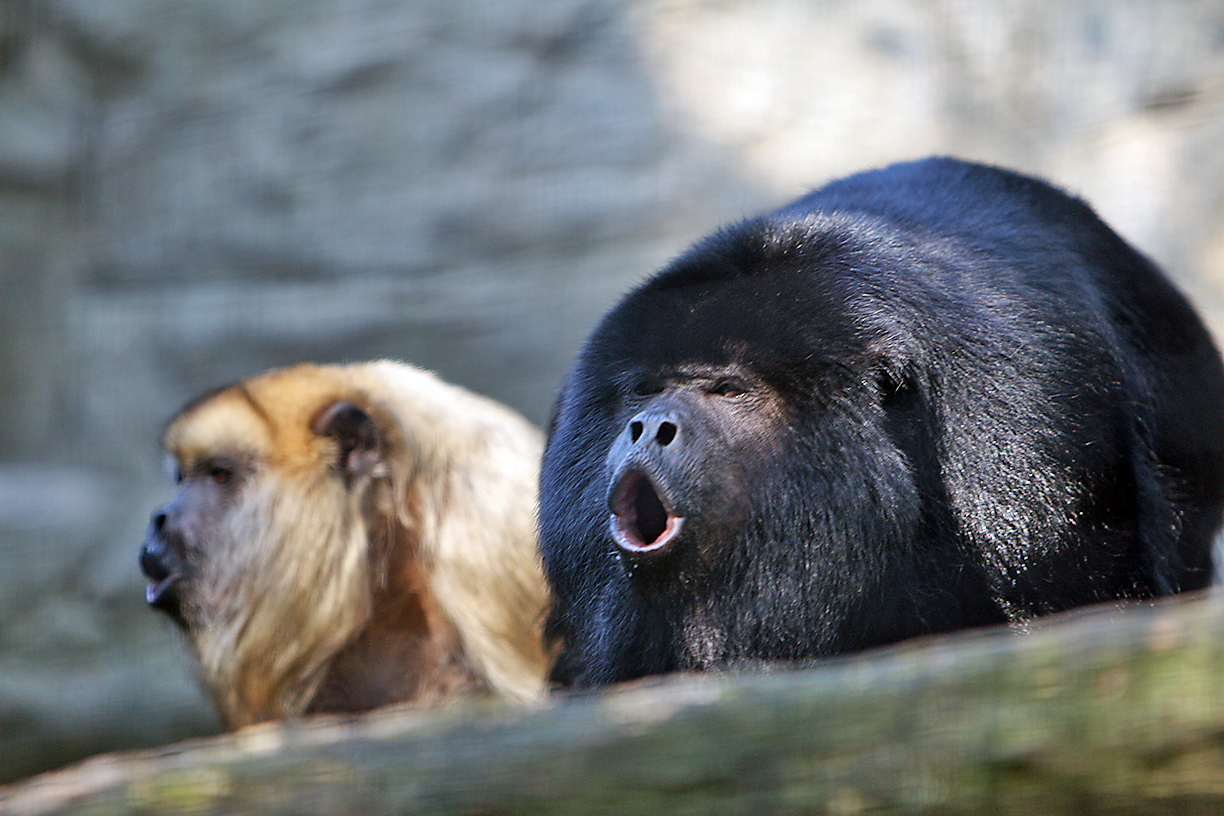
یک جفت میمون زوزه‌کش سیاه (Alouatta caraya) در حال آواسازی